# Chlewiska (wieś w województwie wielkopolskim)
Chlewiska – wieś w Polsce, położona w województwie wielkopolskim, w powiecie szamotulskim, w gminie Kaźmierz.

## Położenie
Na południe od wsi przebiega nieczynna linia kolejowa z Rokietnicy o Skwierzyny (najbliższy przystanek: Przybroda).

## Historia
Miejscowość pierwotnie związana była z Wielkopolską i ma metrykę średniowieczną. Istnieje co najmniej od drugiej połowy XIV wieku. Po raz pierwszy odnotowane zostało w łacińskim dokumencie z 1386 pod dzisiejszą nazwą "Chleviska", 1397 "Chleuiski", 1423 "Chelwyska", 1466 błędnie "Chelmsko", 1510 "Chlyewiska, Clevyska", 1563 "Chlewiszka". Po rozbiorach Polski miejscowość nosiła również zgermanizowaną nazwę niemiecką "Chlewisk".
Wieś była początkowo własnością szlachecką należącą do wielkopolskiej szlachty z rodu Świdwów Szamotulskich herbu Nałęcz, a później także do Górków herbu Łodzia oraz Rożnowskich, Strykowskich, Rozwarowskich, Smuszewskich. W 1445 leżała w powiecie poznańskim województwa poznańskiego w Koronie Królestwa Polskiego. W latach 1508-1510 wieś należała do parafii Kazimierz.
Pierwsze zachowane zapisy historyczne pochodzą z XIV wieku i odnotowują zwykłych mieszkańców wsi. W 1386 w dokumentach sądowych odnotowano dwóch kmieci z Chlewisk Domasława oraz Wojciecha poddanych kasztelana gnieźnieńskiego Sędziwoja Świdwy z Szamotuł, którzy toczyli proces z Mścigniewem z Niemieczkowa, który "nie chciał odpowiadać na roczkach". Spór ten o kwotę 20 grzywien, odesłany został ponownie na roki. Zapis z 1397 wspomina Dobrogosta z Lubonia prowadzącego spór sądowy z Wojciechem kmieciem z Chlewisk dowodząc, że od Wojciechowego ognia zgorzał mu majątek na sumę 20 grzywien. W 1399 Marcin Ceradzki był w sporze z kmieciem Wawrzyńcem z Chlewisk dowodząc, że nie ukradł mu 8 sztuk bydła. W 1403 Dobrogost wygrał spór z tymże kmieciem o 8 sztuk bydła.
W 1445 Dobrogost z Szamotuł kasztelan poznański zapisał żonie swego syna Jana Świdwy z Szamotuł po 200 grzywien posagu oraz wiana na wsiach Cerekwica, Chlewiska, Napachanie oraz Brzeźno. W 1450 przeniósł on z Chlewisk na inną swą wieś Jastrowo sumę 150 złotych węgierskich i 50 grzywien z czynszem 11 grzywien na rzecz wikariuszy katedry poznańskiej. W 1466 Elżbieta wdowa po kasztelanie biechowskim Janie Świdwie Szamotulskim, która była panią wienną w Cerekwicy, Napachaniu i Chlewiskach toczyła spór sądowy z Sędziwojem Żydowskim z Żydowa.
Zachowały się także XV-XVI wieczne zapisy o wsi pochodzące ze źródeł kościelnych. W 1423 (wg kopii z lat 1488-1492) ze wsi pobierano dziesięcinę od 30 łanów po 16 groszy, razem wynoszącą 10 grzywien dla prebendy kanoników zwanej „Goślina”, później zwanej „Kaźmierz” w katedrze poznańskiej. W 1467 odnotowano kleryka Pawła z Chlewisk, który był uczniem szkoły parafialnej w Cerekwicy. W 1510 pobierano meszne dla plebana z dziesięcin z ról kmiecych oraz z sołectwa po 16 groszy od łana dla prebendy kanonicznej „Kaźmierz” w katedrze poznańskiejy.
Z 1500 zachował się zapis z wizytacji wsi należącej do kapituły poznańskiej Kokoszczyna, do której przylegały wsie Chlewiska i Napachania należących do panów z Szamotulskich. W jej wyniku ustalono, że jego graniczne role oraz łąki zostały zagarnięte przez ludzi z sąsiadujących wsi. W 1531 w czasie wizytacji Kokoszczyna powtórnie ustalono, że ludzie z Chlewisk wyrządzali szkody w Kokoszczynie "worywując się", wobec czego ustalono, że potrzebne jest odnowienie granic. W 1569 odnotowano w Chlewiskach rolę zwaną Ostrów (w oryg. "Osthrow").
W XVI wieku we wsi były dwa sołectwa. W 1513 przed sądem oficjała stanął opatrzny Maciej sołtys z Chlewisk twierdząc, że pracowici Tomasz oraz Jan drugi sołtys z Chlewisk są mu dłużni po wiardunku oraz po dwa grosze jako poręczyciele za pracownika Tomasza kmiecia z Mrowina. Z powodu sprzedaży konia dług ten Maciej oddał klasztorowi Bożego Ciała pod Poznaniem.
Miejscowość odnotowały także historyczne rejestry podatkowe dzięki, którym znamy stosunki własnościowe we wsi. W 1500 Chlewiska były wsią szlachecką należącą do panów Szamotulskich herbu Nałęcz. W 1508 odnotowano pobór podatkowy ze wsi: z części wojewody poznańskiego Andrzeja Szamotulskiego od 4 łanów, a z części Świdwy od 6 łanów. W 1510 pobrano podatki z 16 półłanków osiadłych, 17 opuszczonych oraz od wyszynku w miejscowej karczmie. W 1511 Katarzyna córka wojewody poznańskiegoAndrzeja Szamotulskiego oraz żona kasztelana poznańskiego i starosty generalnego Wielkopolski Łukasza Górki dała mężowi połowę miasta Szamotuły wraz z przynależnymi wsiami, a w tym m.in. z połową Chlewisk. W 1512 król polski Zygmunt I Stary zezwolił Łukaszowi Górce, aby zapisał żonie Katarzynie z Szamotuł dożywocie na połowie miasta Szamotuły wraz z wsiami, w tym m.in. na połowie Chlewisk. W 1563 pobrano podatki z części należącej do Macieja Rożnowskiego: od 15 łanów, trzech komorników, karczmy dorocznej oraz odsołtysa gospodarującego na jednym łanie. Z części należącej do kasztelana biechowskiego Jana Świdwy Szamotulskiego pobrano podatki od 5 łanów, a od sołtysa od jednego łana. W 1577 wieś podzielona była na dwie części, a płatnikami poboru podatkowego byli Andrzej Strykowski oraz Maciej Rozwarowski. W 1580 płatnikiem poboru był Sebastian Smuszewski, który zapłacił od 3 łanów, 0,5 łana opuszczonego. Drugim płatnikiem był Maciej Rozwarowski, który zapłacił od 3,5 łana oraz od kolonistów od dwóch pługów.
Wieś szlachecka położona była w 1580 roku w powiecie poznańskim województwa poznańskiego w Rzeczypospolitej Obojga Narodów. Wskutek II rozbioru Polski w 1793, miejscowość przeszła pod władanie Prus i jak cała Wielkopolska znalazła się w zaborze pruskim.
Na dominium Chlewiska składały się pod koniec XIX wieku wieś szlachecka Chlewiska i folwark Brzeźno (obecnie Brzezno). Liczyły wtedy łącznie 20 domostw i 287 mieszkańców (232 katolików i 55 ewangelików). W latach 1975–1998 miejscowość administracyjnie należała do województwa poznańskiego. W 2011 roku według Narodowego Spisu Powszechnego w Chlewiskach mieszkało 217 osób

## Zabytki
Ochronie w Chlewiskach jako zabytki podlegają:
- zespół dworski z II poł. XIX wieku, na który składają się[9]:
  - dwór
  - park
- spichlerz folwarczny z 1880 roku